# Mardin

www.mardin.bel.tr
www.mardinimiz.net
Mardin (kurdsko Mêrdîn‎, sirsko  ܡܶܪܕܺܝܢ‎, osmansko arabsko  ماردين  [Mārdīn], armensko Մարդին) je mesto v jugovzhodni Turčiji ob meji s Sirijo in upravno središče Province Mardin. Znano je po artukidski arhitekturi starega dela mesta in strateški legi na skalnatem hribu blizu Tigrisa, ki se strmo dviga nad okoliško ravnico. Področje mesta je naseljeno že od pozne bronaste dobe.
Ima sredozemsko podnebje z vročimi in suhimi poletji in mokrimi, včasih tudi snežnimi zimami. Poletne temperature dosežejo 40 °C. Snežne padavine so običajo od decembra do marca.  Mardin ima več kot 3000 sončnih ur na leto. Najvišja izmerjena letna temperatura je bila 42,5 °C. Povprečna količina padavin je približno 641,4 mm.
Mardin je znan po pridelavi sezama. Pomembna gospodarska panoga je turizem.